# نادي كراتشي بورت ترست
نادي كراتشي بورت ترست (بالإنجليزية: Karachi Port Trust F.C.) ، هي نادي رياضي لكرة القدم في مدينة كراتشي الباكستانية ، أسست سنة 1887م حينما كانت باكستان تحت الإحتلال البريطاني في الهند.

## إنجازاته
حقق نادي كراتشي بورت ترست بطولة الدوري الباكستاني لكرة القدم سنة 1990م، كما ظهرت مشاركتها الأولى لكأس الأبطال الآسيوي للأندية موسم 1991-1992.